# Sigmaringen
Sigmaringen Baden-Württembergben, a Duna partján épült város, Sigmaringen járás székhelye és második legnagyobb települése.

## Földrajza
Sigmaringen a Duna völgyében, a Sváb Alpok (Schwäbische Alb) déli pereménél fekszik, a Boden-tótól körülbelül 40 km-re északra.

### Városrészek
A város a belső városmagra, valamint Gutenstein, Jungnau, Laiz, Oberschmeien és Unterschmeien városrészekre tagolódik.
| Címer         | Városrész              | Lakosság (fő) | Terület (ha) |
| ------------- | ---------------------- | ------------- | ------------ |
| Sigmaringen   | Sigmaringen (városmag) | 11 758        | 3429         |
| Gutenstein    | Gutenstein             | 512           | 1311         |
| Jungnau       | Jungnau                | 740           | 2235         |
| Laiz          | Laiz                   | 2856          | 979          |
| Oberschmeien  | Oberschmeien           | 434           | 1059         |
| Unterschmeien | Unterschmeien          | 263           | 490          |

## Története

### Korai történet
A mai város területen az első települések több mint 3000 éve jöttek létre. A mai Laiz városrész területéről előkerült, az i. e. 1000 – 500 közötti időszakból származó leletek az urnamezős kultúra jelenlétét bizonyítják. A Hallstatt korszakból például kelta sírdombokból gazdagon festett és díszített tárgyak kerültek elő. I. sz. 50 és 80 között a Dunánál húzódott a Római Birodalom határa. Ekkor út vezetett Laizon keresztül a Bodeni-tótól Winterlingen és Burladingen irányába, egy másik Singen térségéből Vilsingenen át Bilgen, Scheer és Hundersingen felé. A duzzasztógát alatt fekvő gázlón haladtak át, ahol a Duna 1975-ös szabályozásakor fahíd maradványaira bukkantak. A Laiz melletti "Berglösche" dűlőben, az inzighofeni "Krummäcker", valamint a Sigmaringenhez tartozó "Steinäcker" és "Wachtelhau" dűlőben és a lauerthali római kori birtokokon végzett ásatásokról előkerült leletek bizonyítják Sigmaringen térségének mezőgazdasági jelentőségét ebben a korban.
A mai város délkeleti részén korai alemann sírmezőt tártak fel, ami alátámasztja a "Sigmar" alapításáról szóló feltételezéseket. Ennek valószínű időpontja az i. sz. 6. század.

### Középkor
A 11. században, a korai középkor végén emelték az első erődítményt a völgyet lezáró sziklákon. Az első írásos feljegyzés 1077-ből származik, amikor Sváb Rudolf német ellenkirály sikertelenül ostromolta a várat. A város hivatalos megalapítására 1250-ben került sor.
Az első papról 1231-ben tesznek említést Laizban. 1275-ben már 15 plébános tartozott a laizi dékánság alá.
1325-ben III. Ulrich, Württemberg grófja eladta a várost. 1480-ban kapott önálló plébánost Sigmaringen, azonban az elhunytakat még egészen 1744-ig a laizi temetőben helyezték végső nyugalomba.
1460-ban és 1500-ban kastéllyá építették át a várat. 1535-ben a Hohenzollern házra száll Sigmaringen vára és városa, majd négy évvel később a kastély pusztító tűzvésznek esett áldozatul. 1540-ben szerződésben is rögzítették a Hohenzollernek fennhatóságát Sigmaringen és Veringen felett.

### Újkor
A harmincéves háború során 1632-ben a svédek elfoglalták a kastélyt, majd Horn tábornok egy évvel később visszafoglalta. Ekkor a kastély keleti része leégett.
1944 októbere és 1945 áprilisa között itt volt a menekülő francia Vichy-kormány székhelye Pétain marsall államfő és Pierre Laval miniszterelnök alatt. A kormányzati székhely a kastély volt; a városban politikusokat, hivatalnokokat, katonákat és a Vichy-kormányhoz akkreditált nagyköveteket (többek között Németország, Japán és Olaszország követeit) szállásoltak el. Április 22-én Pétain és Laval megszökött Sigmaringenből. Akkoriban a város 6000 lakója mellett 700 francia katona és a Milice française 500 tagja tartózkodott a városban.

## Fordítás
- Ez a szócikk részben vagy egészben  a   Sigmaringen című német Wikipédia-szócikk fordításán alapul.  Az eredeti cikk szerkesztőit annak laptörténete sorolja fel. Ez a jelzés csupán a megfogalmazás eredetét és a szerzői jogokat jelzi, nem szolgál a cikkben szereplő információk forrásmegjelöléseként.